# Афинагор (Коккинакис)
Архиепи́скоп Афинаго́р (англ. Archbishop Athenagoras, греч. Αρχιεπίσκοπος Αθηναγόρας, в миру Фео́дорос Коккина́кис, греч. Θεόδωρος Κοκκινάκης, англ. Theodoros G. Kokkinakis; 5 мая 1912, Патмос — 9 сентября 1979, Лондон, Англия) — епископ Константинопольской православной церкви, архиепископ Фиатирский и Великобританский. Деятель экуменического движения.

## Биография
Начальное и среднее образование получил на Патмосе. В 1934 году окончил Богословскую школу на острове Халки.
1 апреля того же года митрополитом Милетским Эмилианом (Пападимитриу) был хиротонисан во диакона с наречением имени Феодорит, после чего служил в Александрийском патриархате.
В 1935 году прибыл в США, где стал клириком Архиепископии Северной и Южной Америки Константинопольского патриархата.
С 1936 года обучался в Главной богословской семинарии Епископальной церкви, Колумбийском университете и Северо-Западном университете.
В 1940 году в Чикаго архиепископом Американским Афинагором (Спиру) был хиротонисан во пресвитера с наречением имени Афинагор и назначен в клир церкви Святого Андрея в Чикаго.
В 1945 году переведён в церковь святого Димитрия в Астории, Нью-Йорк. Здесь он работал редактором журнала «Orthodox Observer», официального печатного органа Американской архиепископии Константинопольского патриархата.
14 сентября 1950 года в Свято-Троицком соборе в Нью-Йорке был рукоположён в титулярного епископа Элейского, викария Американской архиепископии. Хиротонию совершили: Архиепископ Северной и Южной Америки Михаил (Константинидис), епископ Нисский Герман (Полизоидис), епископ Чикагский Герасим (Пападопулос) и епископ Агафоникейский Орест (Чорнок). Назначен управляющим Четвёртого (Сан-Францисского) округа.
В 1954 году переведён в управляющим Третьим (Бостонским) округом, объединявшим приходы Новой Англии.
В то же время назначен деканом Семинарии Святого Креста. На этой должности пробыл до 1959 года.
Будучи архиереем архиепархии Северной и Южной Америки, участвовал в североамериканской исследовательской конференции «Вера и порядок» в Оберлине, штат Огайо, и зачитал приветственный адрес от имени православных делегатов. Представлял Константинопольский Патриархат на конференциях, проводимых под эгидой Всемирного совета церквей.
6 сентября 1960 году возведён в сан митрополита Элейского и назначен управлять приходами в Канаде.
10 декабря 1963 года решением Священного Синода Константинопольского Патриархата назначен митрополитом Фиатирским и Великобританским, ипертимом и экзархом, Швеции, Норвегии, Исландии и Мальты.
Вскоре после этого он был посетил Ватикан, где участвовал в переговорах о деталях встречи между Папой Римским Павлом VI и Патриархом Константинопольским Афинагором.
Афинагор (Коккинакис) был президентом четвёртого Всеправославного совещания в Белграде в 1967 году.
24 февраля 1968 года был возведён в сан архиепископа.
Скончался 9 сентября 1979 года в Лондоне.

## Книги
- Spoken Greek,: A simplified grammar, with exercises, reading and vocabularies, Cosmos Greek-American Printing Company, 1945
- Food for redemption: An exposition of the eucharistic doctrine and service of the Orthodox Church, Cosmos Greek-American Printing Company, 1947
- In the realm of redemption: An exposition of the Greek Orthodox doctrine on the sacraments of baptism, confirmation, confession and holy unction , Cosmos Greek-American Printing Company, 1948
- Christian Orthodoxy and Roman Catholicism, Greek Archdiocese of North and South America, 1952
- Christian Orthodoxy in the home, Greek Archdiocese of North and South America, Western States Diocese, GOYA Chapter, 1953
- The future of our church in America (G.O.Y.A. series), Greek Archdiocese of North and South America, Western States Diocese, GOYA Chapter, 1954
- An important communication on the schism, Greek Orthodox Theological Institute, 1955
- Contemporary Eastern Orthodox and Roman Catholic communications: Correspondence in English and Greek of Bishop Athenagoras Kokkinakis and J. Francis Cardinal McIntyre, Fourth Diocese, Greek Orthodox Ministerial Association, 1957
- Parents and priests as servants of redemption, Morehouse-Gorham Company, 1958
- Christ and the intellectuals, Orthodoxia Canadian Greek Religious Press, 1962
- An interorthodox theological debate, Faith Press, 1973, ISBN 0716402750
- The Thyateira confession: The faith and prayer of Orthodox Christians, Faith Press, 1975, ISBN 0716403757